# Краевой ткач
Краевой ткач, или краевой пилильщик-ткач (лат. Pamphilius sylvaticus) — вид паутинных пилильщиков из семейства Pamphiliidae.

## Распространение
Европа (встречаются повсюду, кроме тундры и юга).

## Описание
Мелкие пилильщики-ткачи (8,0—11,0 мм). Усики в основном рыжеватые (вершина бурая). Первый членик антенн сверху чёрный. Птеростигма и брюшко чёрные. Ложногусеницы развиваются в свёрнутых в трубочку листьях розоцветных растений родов Боярышник (Crataegus), Рябина (Sorbus), Слива (Prunus).